# Гунгер, Игорь Феликсович
И́горь Фе́ликсович Гу́нгер (15 февраля 1914, Москва — 3 августа 1997, Москва) — советский звукооператор неигрового кино. Заслуженный работник культуры РСФСР (1973), лауреат Ленинской премии (1980).

## Биография
Родился 15 (28) февраля 1914 года в Москве. В кино с 1932 года. В 1935 году окончил физический факультет Московского университета, с 1936 года — звукооператор Московской студии кинохроники (с 1944 года — ЦСДФ). Участвовал в оборудовании первых звуковых кинотеатров.
В 1941—1942 годах работал в киногруппе Западного фронта, затем — на Фрунзенской студии кинохроники. C 1945 года — на ЦСДФ.
Является автором ряда усовершенствований звукозаписывающей аппаратуры и технологии записи в кино. Участвовал в выпусках кинопериодики: «Советское искусство» и другой. С 1955 года работал в области стереофонической звукозаписи.
Член КПСС с 1952 года, член Союза кинематографистов СССР.
Скончался 3 августа 1997 года в Москве Похоронен на Ваганьковском кладбище.

## Фильмография
- 1942 — Киноцирк (анимационный)
- 1942 — Разгром немецких войск под Москвой
- 1945 — Крымская конференция
- 1945 — Разгром милитаристской Японии
- 1946 — Венгрия
- 1946 — Дагестан[5]
- 1948 — Владимир Ильич Ленин
- 1949 — Юность мира
- 1951 — Песня великих рек
- 1953 — Великое прощание (совм. с В. Котовым)
- 1953 — Румынская Народная Республика
- 1955 — В чудесном городе
- 1958 — Волшебное зеркало
- 1960 — Наш друг Индонезия
- 1960 — Тени на тротуарах
- 1965 — Вальс свободы
- 1966 — Подвиг
- 1967 — Аркадий Райкин
- 1967 — Октябрьская революция
- 1967 — Страна моя
- 1968 — За вашу и нашу свободу
- 1971 — От съезда к съезду
- 1974 — СССР — США: диалог во имя мира (совм. с В. Котовым)
- 1975 — Рассвет над Португалией
- 1978 — Великая Отечественная
- 1978 — Родословная подвига
- 1978 — Свет Октября
- 1982 — Дело чести / Фильм четвёртый из цикла Правда великого народа (совм. с М. Подтакуй)[6]
- 1982 — Наше общее дело / Фильм пятый из цикла Правда великого народа (совм. с М. Подтакуй)[7]
- 1982 — Целебный край[8]
- 1983 — У истоков советской культуры
- 1996 — Три метро. Paris Москва New-York[9]

## Награды и звания
- заслуженный работник культуры РСФСР (19 ноября 1973)[10]
- Ленинская премия (1980) — за документальный сериал «Великая Отечественная»[2]
- ордена ВНР, КНР и Румынии[1].